# 254 př. n. l.

## Události
- První punská válka (264-241 př. n. l.)

## Narození
- Titus Maccius Plautus, římský dramatik († 184 př. n. l.)

## Hlavy států
- Seleukovská říše – Antiochos II. Theós (261 – 246 př. n. l.)
- Egypt – Ptolemaios II. Filadelfos (285 – 246 př. n. l.)
- Bosporská říše – Pairisades II. (284 – 245 př. n. l.)
- Pontus – Ariobarzanes (266 – 250 př. n. l.)
- Kappadokie – Ariamnes (280 – 230 př. n. l.) a Ariarathes III. (255 – 220 př. n. l.)
- Bithýnie – Etazeta (255 – 254 př. n. l.) » Ziaelas (254 – 228 př. n. l.)
- Pergamon – Eumenés I. (263 – 241 př. n. l.)
- Sparta – Areus II. (262 – 254 př. n. l.) » Leónidás II. (254 – 235 př. n. l.) a Eudamidas II. (275 – 245 př. n. l.)
- Athény – Euboulus (255 – 254 př. n. l.) » Philostratus (254 – 253 př. n. l.)
- Makedonie – Antigonos II. Gonatás (272 – 239 př. n. l.)
- Epirus – Pyrrhos II. (255 – 237 př. n. l.)
- Římská republika – konzulové Gnaeus Cornelius Scipio Asina a Aulus Atilius Calatinus (254 př. n. l.)
- Syrakusy – Hiero II. (275 – 215 př. n. l.)
- Numidie – Gala (275 – 207 př. n. l.)